# Gilroyd
Gilroyd – wieś w Anglii, w hrabstwie ceremonialnym South Yorkshire, w dystrykcie metropolitalnym Barnsley. Leży 18 km na północ od miasta Sheffield i 244 km na północny zachód od Londynu.